# Найзаможніші люди України 2020
Цей список відображає найбагатших людей України за версіями оцінок їхніх статків двома журналами: Forbes та Фокус.

## Версія журналу Forbes
Згідно з журналом Forbes, найзаможнішими громадянами України у 2020 році були:
| №  | Ім'я                      | Сфера діяльності                              | Статки 2020 року, $ млрд. | Основні активи |
| -- | ------------------------- | --------------------------------------------- | ------------------------- | -------------- |
| 1  | Рінат Ахметов             | металургія, ПЕК                               | 2,8                       | СКМ            |
| 2  | Віктор Пінчук             | металургія                                    | 1,4                       | Інтерпайп      |
| 3  | Петро Порошенко           | харчпром                                      | 1,4                       | Рошен          |
| 4  | Олександр і Галина Гереги | ритейл, агросектор                            | 1,3                       | Епіцентр К     |
| 5  | Геннадій Боголюбов        | металургія, хімія, фінанси                    | 1,2                       | Приват         |
| 6  | Юрій Косюк                | харчпром                                      | 1,1                       |                |
| 7  | Константин Жеваго         | металургія                                    | 1,1                       | Ferrexpo       |
| 8  | Ігор Коломойський         | металургія, хімія, енергетика, медіа, фінанси | 1                         | Приват         |
| 9  | Вадим Новинський          | металургія, нафтогазовий сектор               | 0,81                      | Смарт-Холдинг  |
| 10 | Олександр Ярославський    | нерухомість, металургія                       | 0,725                     |                |

## Версія журналу Фокус
Згідно з журналом Фокус, найзаможнішими громадянами України у 2020 році були:
| №  | Ім'я                      | Сфера діяльності                              | Статки 2020 року, $ млрд. | Основні активи |
| -- | ------------------------- | --------------------------------------------- | ------------------------- | -------------- |
| 1  | Рінат Ахметов             | металургія, ПЕК                               | 7,2                       | СКМ            |
| 2  | Віктор Пінчук             | металургія                                    | 2,4                       | Інтерпайп      |
| 3  | Дмитро Фірташ             | хімія, медіа                                  | 1,7                       |                |
| 4  | Вадим Новинський          | металургія, нафтогазовий сектор               | 1,5                       | Смарт-Холдинг  |
| 5  | Петро Порошенко           | харчпром                                      | 1,3                       | Рошен          |
| 6  | Олександр і Галина Гереги | ритейл, агросектор                            | 1,2                       | Епіцентр К     |
| 7  | Віктор Медведчук          | енергетика, металургія, медіа                 | 1,1                       |                |
| 8  | Ігор Коломойський         | металургія, хімія, енергетика, медіа, фінанси | 1,1                       | Приват         |
| 9  | Геннадій Боголюбов        | металургія, хімія, фінанси                    | 0,984                     | Приват         |
| 10 | Володимир Костельман      | фінанси                                       | 0,856                     | Fozzy Group    |